# Burlington House

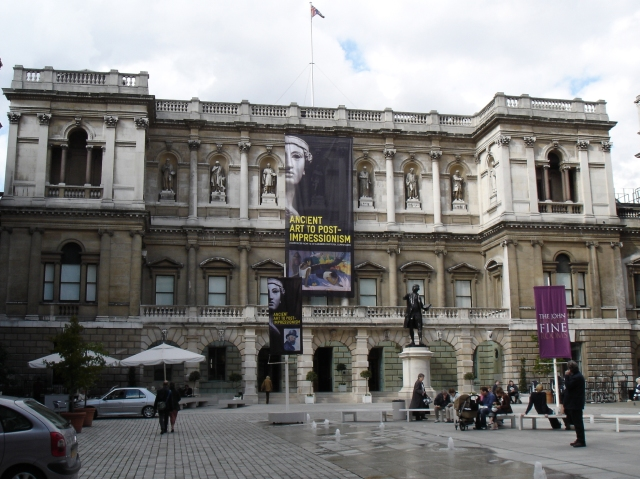
Burlington House, Vista do Pátio, 2004

Burlington House é um palácio londrino situado em Piccadilly Circus. Era iniciamente um palácio privado em Estilo Palladiano, o qual foi expandido em meados do século XIX depois de ser comprado pelo Governo Britânico. O edificio principal fica no extremo Norte do pátio e alberga a Academia Real Inglesa (Royal Academy), enquanto que cinco associações académicas ocupam as duas alas nos lados Este e Oeste do pátio e a ala Piccadilly no extremo Sul. Estas sociedades, colectivamente conhecidas como as "Courtyard Societies" (Sociedades do Pátio) são:
- "Geological Society of London" - Sociedade Geológica de Londres (Piccadilly/ala Este)
- "Linnean Society of London" - Sociedade Linneana de Londres (ala Oeste)
- "Royal Astronomical Society" - Real Sociedade Astronómica (ala Oeste)
- "Society of Antiquaries of London" - Sociedade de Antiquários de Londres (Piccadilly/ala Oeste)
- "Royal Society of Chemistry" - Real Sociedade de Química (ala Este)

Burlington House é mais familiar para o público em geral como o local das conhecidas exibições temporárias da "Royal Academy".

## História

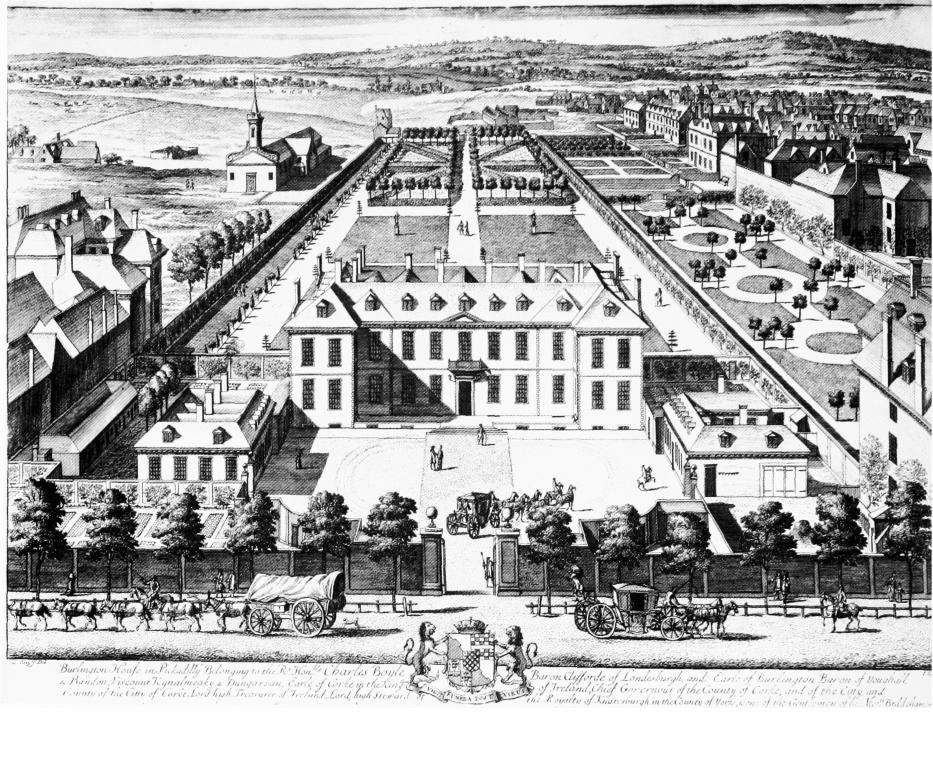
Burlington House na década de 1690.

Este palácio foi um dos primeiros, de um lote de muito grandes residências privadas, a ser construído no lado Norte de Piccadilly Circus, previamente uma viela campestre, a partir da década de 1660. A primeira versão foi iniciada por Sir John Denham em 1665, ou logo a seguir. Era uma mansão em bloco duplo de tijolos encarnados, com telhados de várias águas com um centro rebaixado, típica do estilo da época, ou talvez até um pouco ultrapassada. Denham deve ter actuado como seu próprio arquitecto, ou talvez tenha contratado Hugh May, que certamente esteve envolvido na construção depois desta ser vendida incompleta, em 1667, a Richard Boyle, 1º Conde de Burlington, de quem deriva o seu nome.  Burlington viria a completar o edifício.
Em 1704 o palácio passaria para Richard Boyle, o 3º Conde de Burlington, então com dez anos de idade, o qual se tornaria no principal patrono do Palladianismo na Inglaterra, e um arquitecto de direito próprio. Durnte a menoridade de Richard, James Gibbs fez alterações exteriores no palácio, incluindo uma colunata semi-circular em Estilo Dóricoa qual seria mais tarde elogiada por Sir William Chambers como, "Uma das mais finas peças de arquitectura". 
Em 1717 ou 1718, Colen Campbell foi indicado para continuar o trabalho. Este era um momento-chave na história da arquitectura inglesa. O trabalho de Campbell era num estrito estilo Palladiano, sendo este o estilo estético da sua preferência. Burlington e o seu associado próximo, William Kent, que também trabalhou em Burlington House, seriam líderes de tendências na arquitectura inglesa e na decoração de interiores, por um geração. O trabalho de Campbell seguiu de perto a forma do edifício anterior e reutilizou muita da sua estrutura, mas a convencional fachada (a Sul) foi substituída por uma austera composição de dois pisos. O andar térreo tornlu-se um fundamento rústico, o qual suportava um monumental Andar Nobre "piano nobile" de nove secções. Este não tinha nenhuma peça central, mas era realçado por janelas venezianas nas destacadas secções finais. Outras alterações incluíram uma monumental portaria virada para Piccadilly e a reconstrução da maior parte dos interiores principais, com características tipicamente Palladianas, tal como tectos ricamente decorados.

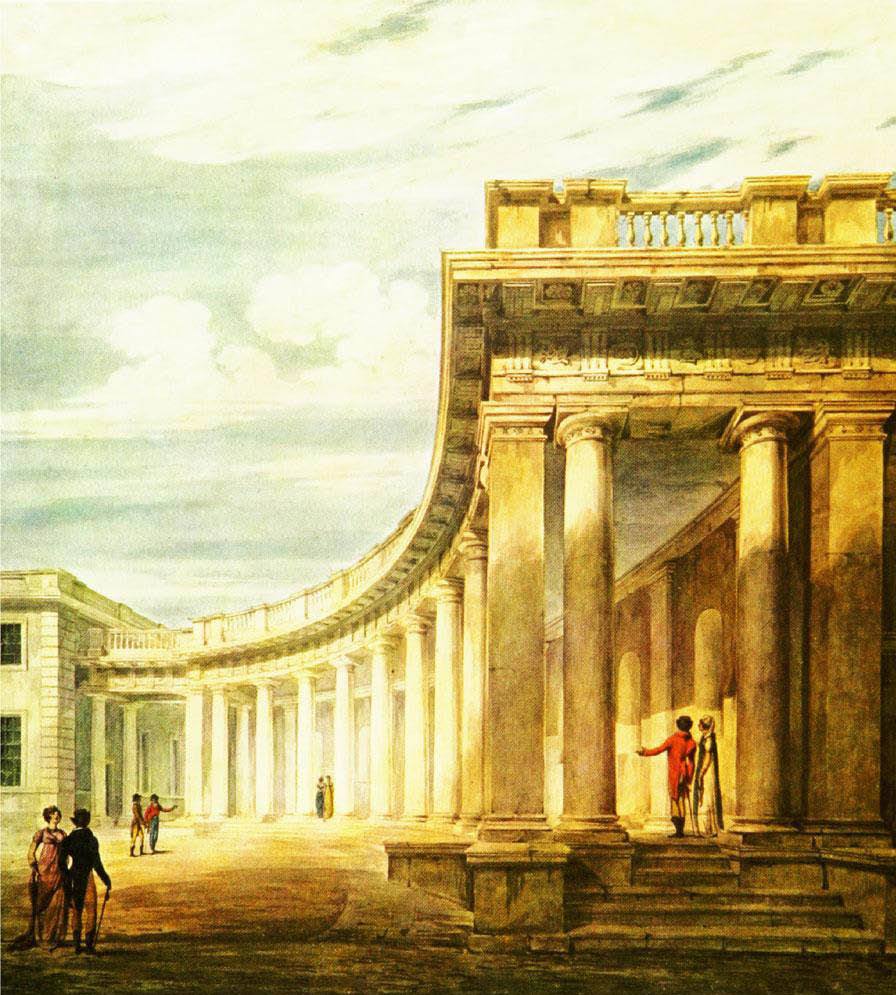
Uma das colunatas de James Gibbs na Burlington House.

Com a morte de Lord Burlington, em 1753, Burlington House passou para o Duque de Devonshire, mas estes não precisavam deste palácio pois já possuiam Devonshire House, também ao longo de Piccadilly. Tanto o filho mais novo do 4º Duque de Devonshire, Lord George Cavendish, como o 3º Duque de Portland, um Devonshire por casamento, viveram na casa pelo menos por dois períodos diferentes. Portland alterou alguns dos interiores, com o serviço de John Carr, na década de 1770. Mais tarde, Lord George, que era um homem rico devido ao casamento com uma rica herdeira, comprou a casa ao 6º Duque de Devonshire, por 70.000 libras, em 1815. Ele fez algumas alterações idealizadas por Samuel Ware que, tal como o trabalho de Carr, tinham concordância com o estilo Palladiano do palácio. Em 1819 foi construída a Arcada Burlington ao longo da parte Oeste dos jardins. 
Em 1854 Burlington House foi vendido ao Governo Britânico por 140.000 libra, inicialmente com um plano de demolição do edifício e de uso do local para a Universidade de Londres. Este plano, de qualquer forma, foi abandonado em face de forte oposição, e em 1857 Burlington House foi ocupado pela Academia Real Inglesa, a Linnean Society of London e a "Chemical Society" (mais tarde "Royal Society of Chemistry"). 
A Academia Real Inglesa tomou posse do bloco principal em 1867 através de um arrendamento por 999 anos, com a renda de 1 libra por ano. As antigas alas de serviço Este e Oeste, em cada lado do pátio, assim como a parede e portão para Piccadilly, foram substituídos por uma ala muito mais volumosa em aproximação do estilo de Campbell. Esta ficou concluida em 1873 e as três sociedades mudaram-se para lá. Em 1874 juntarm-se-lhes a "Geological Society", a "Royal Astronomical Society" e a "Society of Antiquaries".
esta disposição durou até 1968, quando a "Royal Society" se mudou com novas permissas para o Carlton House Terrace e os seus apartamentos foram divididos entre a "Royal Society of Chemistry" e a "British Academy". Esta última sociedade também se mudou para o Carlton House Terrace em 1998, tendo a "Royal Society of Chemistry" ocupado o resto da ala Este.
Em 2004 as "Courtyard Societies" foram para tribunal contra o "Office of the Deputy Prime Minister", devido aos termos da posse dos apartamentos em Burlington House, os quais usufruiam livres de rendas. A disputa foi enviada para mediação, depois do que a seguinte relaçõe foi divulgada: "O Gabinete do Vice-Primeiro-Ministro e a Learned Societies tiveram um encontro muito construtivo no dia 16 de Março, o qual contempla a continuação das Learned Societies em Burlington House. Discussões continuam com vista à formalização do acordo, numa base aceitável para todas as partes."

## Acesso público
O pátio de Burlington House está aberto ao público durante o dia. As exibições artísticas da Royal Academy são encenadas em adições novecentistas feitas ao edifício central, as quais são de pouco interesse arquitectónico. De qualquer forma, em 2004 as principais salas de recepção do Andar Nobre foram abertas ao público depois da restauração, como as "John Madejski Fine Rooms". Estas contêm muitos dos principais trabalhos da colecção permanente da Royal Academy, onde predominam trabalhos realizados por alunos da mesma e pequenas exibições temporárias destacadas da colecção. As alas Este, Oeste e Piccadilly são privadas.